# New Faces-New Sounds (Lou Donaldson)
| Recensione | Giudizio |
| ---------- | -------- |
| AllMusic   | [ 1 ]    |

New Faces-New Sounds è un album di Lou Donaldson, pubblicato dalla Blue Note Records nel 1952.
Il disco in seguito uscì (anche su CD) con il titolo Quartet/Quintet/Sextet, con alcuni brani aggiunti.

## Tracce
Lato A
1. If I Love Again – 2:36 (Ben Oakland, Jack Murray) – Registrato il 19 novembre 1952 al "WOR Studios", New York
2. Down Home – 3:17 (Lou Donaldson) – Registrato il 19 novembre 1952 al "WOR Studios", New York
3. The Best Things in Life Are Free – 3:20 (Buddy G. De Sylva, Lew Brown, Ray Henderson) – Registrato il 19 novembre 1952 al "WOR Studios", New York
4. Sweet Juice – 3:26 (Horace Silver) – Registrato il 19 novembre 1952 al "WOR Studios", New York

Lato B
1. Cheek to Cheek – 2:58 (Irving Berlin) – Registrato il 20 giugno 1952 al "WOR Studios", New York
2. Roccus – 3:22 (Horace Silver) – Registrato il 20 giugno 1952 al "WOR Studios", New York
3. Things We Did Last Summer – 3:16 (Sammy Cahn, Jule Styne) – Registrato il 20 giugno 1952 al "WOR Studios", New York
4. Lou's Blues – 3:42 (Lou Donaldson) – Registrato il 20 giugno 1952 al "WOR Studios", New York

- Durata brani ricavati dal CD di Lou Donaldson: Quartet/Quintet/Sextet, Blue Note Records, 1988, CDP 7 81537 2[3].

## Musicisti
Lou Donaldson Quintet

If I Love Again / Down Home / The Best Things in Life Are Free / Sweet Juice
- Lou Donaldson - sassofono alto
- Blue Mitchell - tromba (tranne nel brano: Sweet Juice)
- Horace Silver - pianoforte
- Percy Heath - contrabbasso
- Art Blakey - batteria

Lou Donaldson Quartet

Cheek to Cheek / Roccus / Things We Did Last Summer / Lou's Blues
- Lou Donaldson - sassofono alto
- Horace Silver - pianoforte
- Gene Ramey - contrabbasso
- Arthur Taylor - batteria